# 傑西·溫圖拉
杰西·文图拉（英語：Jesse Ventura），原名詹姆斯·喬治·傑諾（英語：James George Janos，1951年7月15日—），生於明尼蘇達州明尼阿波利斯，前美国海军水中爆破大隊（Underwater Demolition Team）隊員，職業摔角手，電視與廣播脫口秀節目主持人。1999年至2003年，擔任明尼蘇達州州長。
他在擔任職業摔角手時，以筋肉人，傑西·溫圖拉（Jesse "The Body" Ventura）的藝名為人所熟知。
自2017年起，他主持名為《The World According to Jesse》的節目，在RT電視台播出。

## 外部連結
- 傑西·溫圖拉的Facebook專頁 （英文）
- 傑西·溫圖拉的X（前Twitter） （英文）
- 傑西·溫圖拉在互联网电影资料库（IMDb）上的資料（英文）
- C-SPAN內的頁面（英文）
- 傑西·溫圖拉官方網站 （页面存档备份，存于）